# 658
658 (DCLVIII) var ett normalår som började en måndag i den julianska kalendern.

## Händelser

### Okänt datum
- Unionen av slaviska stammar faller samman då kung Samo avlidit.
- Cadwaladr startar det sista walesiska anfallet mot anglosaxarna i Britannien.
- Enligt Nihon Shoki från 720 återskapar Tangdynastins kinesiska buddhistmunkar och ingenjörer Zhi Yu and Zhi You flera sydpekande hästvagnar för Japans kejsar Tenji. Den är ursprungligen från 200-talet och då gjord av Ma Jun, och fungerar som ett kompassfordon.

## Födda
- Ali ibn Husayn, sonsons son till Muhammad och fjärde shiaimamen

## Avlidna
- Kung Samo av slaverna
- Jajang Yulsa, en munk i Sillakorea
- Chu Suiliang, kinesisk kansler av Tangdynastin (född 597)
- Du Zhenglun
- Yuchi Jingde
- Prins Arima av Japan